# 대한민국 최고과학기술인상
대한민국 최고과학기술인상은 2003년부터 대한민국 국적 과학자중 최고의 업적을 낸 과학기술인에게 수여하는 상이다. 한국과학기술단체총연합회가 상을 주관한다.
1968년에 제정된 한국과학기술상의 후속 상이다. 이 상은 대한민국을 대표할 수 있는 뛰어난 업적을 가진 과학자와 공학자를 발굴하고 격려함으로써 명예와 자부심을 고취하고 사람들이 연구 개발에 집중할 수 있는 환경을 조성하는 데 목적이 있다. 이전에는 여러 개인에게 수여되었지만 2003년부터는 각 주기별로 한 사람만 선정한다. 수상자는 대통령상과 3억 원의 상금을 받는다.

## 역대 수상자
| 연도   | 수상자 (수상 당시 직위) |
| ------ | --- |
| 2003년 | 김진의 서울대학교 물리학과 교수 김규원 서울대학교 약학대학 교수                                                                                                  |
| 2004년 | 윤덕용 한국과학기술원 신소재공학과 석좌교수 황우석 서울대학교 수의학과 교수1                                                                                     |
| 2005년 | 신희섭 한국과학기술연구원 책임연구원 이재영 한국과학기술원 신소재공학과 교수 유룡 한국과학기술원 화학과 교수                                                     |
| 2006년 | 김성훈 서울대학교 약학대학 교수 황준묵 고등과학원 수학과 교수 황창규 삼성전자 반도체 총괄 사장                                                                   |
| 2007년 | 권욱현 서울대학교 공과대학 전기ㆍ컴퓨터공학부 교수 서진석 연세대학교 의과대학 교수 임지순 서울대학교 물리천문학부 교수 최진호 이화여자대학교 나노과학부 석좌교수 |
| 2008년 | 김기문 포항공과대학교 교수 민계식 현대중공업 대표이사 부회장 송호영 울산대학교 의과대학 교수 최양도 서울대학교 농생명공학부 교수                                 |
| 2009년 | 강석진 서울대학교 수리과학부 교수 서유헌 서울대학교 의과대학 교수 이현순 현대자동차 사장                                                                         |
| 2010년 | 김광수 포항공과대학교 교수 오우택 서울대학교 약학대학 교수 한민구 서울대학교 공과대학 교수                                                                       |
| 2011년 | 노태원 서울대학교 물리천문학부 교수 박승정 울산대학교 의과대학 교수 백기엽 충북대학교 원예학과 교수                                                              |
| 2012년 | 신성철 대구경북과학기술원 총장 윤보현 서울대학교 의과대학 교수                                                                                                   |
| 2013년 | 김빛내리 서울대학교 자연대학 생명과학부 교수 박종일 서울대학교 수리과학부 교수                                                                                   |
| 2014년 | 권오현 삼성전자 부회장 이기명 고등과학원 물리학부 교수 |
| 2015년 | 이용희 한국과학기술원 자연과학대학 물리학과 특훈교수 정용환 한국원자력연구원 원자력재료기술개발단 단장                                                           |
| 2016년 | 권오준 포스코 회장 현택환 서울대학교 공과대학 화학생물공학부 교수                                                                                                |
| 2017년 | 이상엽 한국과학기술원 특훈교수 황규영 한국과학기술원 특훈교수 |
| 2018년 | 강봉균 서울대학교 생명과학부 교수 박진수 LG화학 부회장 |
| 2019년 | 김기남 삼성전자 대표이사 부회장 장석복 한국과학기술원 특훈교수                                                                                                   |
| 2020년 | 서판길 한국뇌연구원 원장 |
| 2021년 | 권오경 한양대학교 석좌교수 |
| 2022년 | 선양국 한양대학교 교수 |
| 2023년 | 고규영 한국과학기술원 특훈교수·기초과학연구원 단장 |
| 2024년 | 박남규 성균관대학교 석좌교수 |

1 황우석은 줄기세포 논문 조작 사건으로 인하여 대한민국 최고과학기술인상 공식 홈페이지에서 그 이름이 빠졌다.

## 같이 보기
- 한국과학상
- 한국공학상
- 젊은과학자상
- 호암상
- 고시바상
- 과학기술정보통신부
- 한국과학기술한림원
- 대한민국 국가과학자
- 포스코청암상